# Cinéma gabonais

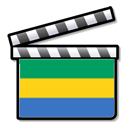
Drapeau gabonais sur un clap de cinéma

Le cinéma gabonais a eu une histoire mouvementée. Bien que le président Omar Bongo et son épouse Joséphine Bongo aient encouragé le cinéma dans les années 1970, il y a eu une pause de 20 ans avant que le cinéma ne recommence à se développer au cours du nouveau millénaire.

## Histoire
Des sociétés françaises réalisent des documentaires dans le Gabon colonial à partir de 1936.
Après l'indépendance, Philippe Mory, premier acteur gabonais de formation professionnelle, organisa la "Compagnie Cinématographique du Gabon" en 1962 et participa à la production de La Cage, un long métrage entré au Festival de Cannes en 1963. La télévision nationale a soutenu des films comme Carrefour humain (1969) de Pierre-Marie Dong et Les tams-tams se sont tus (1972) de Mory.
Même si le Gabon ne comptait que huit cinémas, le président Omar Bongo (1935-2009, en fonction de 1967 à 2009) et son épouse Joséphine Bongo s'intéressaient directement au cinéma. Le président a construit un cinéma de 400 places dans son palais présidentiel et a fondé en 1975 le Centre National du Cinéma avec Mory comme directeur. Il fonde également une société de production, "Les Films Gabonais". Le Gabon a vu neuf films de six réalisateurs dans les années 1970. 
"Les Films Gabonais" ont produit plusieurs films co-réalisés par Dong et basés sur les écrits du couple présidentiel : Obali (1976) et Ayouma (1977) s'inspirent des pièces de théâtre à thèmes sociaux de Joséphine Bongo et Demain, un jour nouveau (1978) était une version des mémoires du président. Un autre film gabonais de cette période est Ilombe (1978) de Charles Mensah.

## Cinéma contemporain
Après deux décennies de relative inactivité, le cinéma gabonais a recommencé à se développer au cours du nouveau millénaire. Charles Mensah du Centre National du Cinéma Gabonais (CENACI) avait introduit de nouvelles politiques pour restructurer le cinéma gabonais au début des années 1990. Imunga Ivanga a commencé à réaliser des courts métrages dans les années 1990, et son long métrage Dôlè (2000) a été le premier long métrage gabonais depuis deux décennies.Il a remporté des prix aux festivals de Carthage, Cannes et Milan. Henri-Joseph Koumba Bididi a réalisé plusieurs courts métrages et le long métrage de 2001 Les Boules de l'éléphant. Ivunga et Mory ont collaboré à L'Ombre de Liberté (2006), et en 2014, Ivunga a été nommé directeur général de la chaîne de télévision nationale Gabon Télévision. Le documentaire Boxing Libreville (2018) d'Amédée Pacôme Nkoulou a remporté plusieurs prix.
Canal Olympia construit actuellement de nouveaux cinémas au Gabon.